# Кануково
Кануко́во (калм. Кануков) — село в Сарпинском районе Калмыкии, административный центр Кануковского сельского муниципального образования. Село расположено в 41 км к юго-западу от районного центра села Садовое.
Население — 692 человек (2021).

## Физико-географическая характеристика
Село Кануково расположено в пределах Ергенинской возвышенности, на реке Хамхурка. Средняя высота над уровнем моря — 85 м. Большая часть села расположена на левом берегу реки.
По автомобильной дороге расстояние до столицы Калмыкии города Элиста составляет 210 км, до районного центра села Садовое — 41 км, до ближайшего города Котельниково Волгоградской области — 83 км.
Климат
Согласно классификации климатов Кёппена для Кануково характерен влажный континентальный климат с жарким летом и относительно холодной зимой(индекс Dfa). Среднегодовая температура воздуха — 8,8 °C, количество осадков — 354 мм. Самый засушливый месяц — март (норма осадков — 33 мм). Самый влажный — июнь (39 мм).
| Показатель                    | Янв. | Фев. | Март | Апр. | Май  | Июнь | Июль | Авг. | Сен. | Окт. | Нояб. | Дек. | Год   |
| ----------------------------- | ---- | ---- | ---- | ---- | ---- | ---- | ---- | ---- | ---- | ---- | ----- | ---- | ----- |
| Средний суточный максимум, °C | −3,3 | −3   | 2,7  | 15,0 | 23,1 | 27,9 | 30,4 | 29,1 | 22,2 | 13,3 | 4,5   | −0,5 | 13,45 |
| Средняя температура, °C       | −6,3 | −6,4 | −1   | 9,6  | 17,1 | 21,8 | 24,3 | 23,0 | 16,5 | 8,8  | 1,5   | −3,1 | 8,8   |
| Средний суточный минимум, °C  | −9,3 | −9,7 | −4,6 | 4,3  | 11,1 | 15,8 | 18,3 | 17,0 | 10,9 | 4,3  | −1,4  | −5,6 | 4,25  |
| Норма осадков, мм             | 31   | 23   | 22   | 24   | 35   | 39   | 35   | 31   | 25   | 22   | 32    | 35   | 354   |
| Источник:                     |      |      |      |      |      |      |      |      |      |      |       |      |       |

## История
Дата основания не установлена. Первоначально населённый пункт назывался Вершин-Сал. В период коллективизации здесь был организован колхоз им. Канукова. В 1930-х в селе была открыта начальная школа. В 1938 году село стало административным центром Сарпинского улуса Калмыцкой АССР (в 1939 году районный центр был перенесён в село Садовое).
На рубеже 1930-40-х село было переименовано в честь политического и общественного деятеля Советской Калмыкии, поэта, переводчика и публициста Канукова Харти Бадиевича.
28 декабря 1943 года калмыки, проживавшие в селе, были депортированы по национальному признаку. Село Кануково, как и другие населённые пункты Сарпинского района Калмыцкой АССР на основании Указа Президиума Верховного Совета РСФСР от 27 декабря 1943 года «О ликвидации Калмыцкой АССР и образовании Астраханской области в составе РСФСР» было передано Сталинградской области. В 1944 году село Кануково было переименовано в село Оброчное. В том же году начальная школа была переименована в Сал-Оброченскую. В 1950 году школа стала семилетней.
В 1956 году в село начали возвращаться калмыки. В 1957 году село было возвращено в состав Калмыкии на основании Указа Президиума ВС СССР от 09.01.1957 года «Об образовании Калмыцкой автономной области в составе РСФСР». В том же году местная школа стала средней.
В 1961 году указом Президиума Верховного Совета РСФСР село Оброчное переименовано в Кануково. Здесь был образован совхоз «Кануковский».

## Население
| 2002 | 2010 | 2011 | 2012 | 2013 | 2014 | 2015 |
| ---- | ---- | ---- | ---- | ---- | ---- | ---- |
| 1120 | ↘987 | ↗989 | ↘962 | ↘945 | ↘916 | ↘888 |
| 2016 | 2017 | 2018 | 2019 | 2020 | 2021 |      |
| ↘877 | ↘856 | ↘824 | ↘812 | ↘803 | ↘692 |      |

Национальный состав (на 01.01.2012 года): русские — 69,1 %, калмыки — 9,6 %, другие национальности — 21,3 %.
Национальный состав
Согласно результатам переписи 2002 года большинство населения посёлка составляли русские (51 %)

## Социальная сфера
В селе функционируют средняя школа, сельская библиотека